# Hosapete
Hosapete, bis 2014 offiziell Hospet (Kannada: Kannada ಹೊಸಪೇಟೆ Hosapēṭe), ist die schnell wachsende und etwa 250.000 Einwohner zählende Distrikthauptstadt des Distrikts Vijayanagara im südindischen Bundesstaat Karnataka.

## Lage und Klima
Hosapete liegt rund 325 km (Fahrtstrecke) nördlich von Bengaluru in einer Höhe von rund 480 m auf dem Dekkan-Plateau; die Millionenstadt Hubballi-Dharwad ist ca. 150 km in westlicher Richrung entfernt. Circa 5 km westlich der Stadt fließt der zum Tungabhadra-Stausee aufgestaute Tungabhadra-Fluss. Circa 12 km nordöstlich von Hosapete liegt die Ruinenstätte Hampi, die ehemalige Hauptstadt des Vijayanagar-Reiches. Das Klima ist warm bis heiß; Regen (ca. 800 mm/Jahr) fällt überwiegend in der sommerlichen Monsunzeit.

## Bevölkerung
| Jahr      | 1991   | 2001    | 2011    | 2021  |
| Einwohner | 96.322 | 164.340 | 206.167 | k. A. |

Ungefähr 72,5 % der Einwohner sind Hindus, ca. 25 % sind Moslems und jeweils etwa 1 % sind Christen bzw. Jains. Die Hauptsprachen sind Kannada, Telugu und Urdu, aber auch Hindi und Englisch werden oft verstanden.

## Wirtschaft
Die Umgebung von Hosapete ist reich an Eisenerzvorkommen. Seit der Jahrtausendwende ist es zu einem erheblichen Bergbauboom gekommen, was zu einem enormen Bevölkerungswachstum, aber auch zu enormen Umweltproblemen geführt hat, da sich auch andere Industrien angesiedelt haben.

## Geschichte
Die „neue Stadt“ wurde von Krishnadeva Raya (reg. 1509–1529), einem bedeutenden König des Reiches von Vijayanagar, zur Erinnerung an seine Mutter Nagaladevi erbaut. Die Stadt hieß ursprünglich Nagalapura. In den späteren Jahren der Herrschaft des Großmoguls Aurangzeb (reg. 1658–1707) fiel sie ans Mogulreich. Danach wurde sie von den Marathen eingenommen, die um das Jahr 1800 den Briten weichen mussten.

## Sehenswürdigkeiten
- Außer dem Mallikarjuna-Tempel gibt es keine kulturell oder historisch bedeutsamen Bauwerke.

Umgebung
- Ein Ausflug zum Tungabhadra-Staudamm mit einem angeschlossenen Aquarium ist bei Einheimischen beliebt.